# S&P/IFCI
 (novembre 2022).
Le S&P/IFCI est un ancien indice boursier développé en 1988 par l'agence Standard & Poor's et dont l'objectif était de refléter la performance des entreprises des marchés émergents.

## Composition
Bien que la composition exacte de l'indice ne soit pas publiée, l'indice se compose au 31 décembre 2008 de 1 575 entreprises différentes issues de 22 pays différents, les principaux étant la Chine, la Corée du Sud, Taïwan et le Brésil. Ces 4 pays représentent plus de la moitié de l'indice.